# Two Hands
Two Hands — четвёртый студийный альбом американской группы Big Thief, вышедший 11 октября 2019 года на лейбле 4AD Records. Альбом вышел через пять месяцев после релиза третьего студийного альбома группы U.F.O.F. и описывался как его «земной близнец». Ему предшествовали синглы «Not» и «Forgotten Eyes».
Альбом получил признание музыкальных критиков. В декабре 2019 года в ежегодном рейтинге критиков журнал Spin назвал Two Hands лучшим альбомом 2019 года. Его песня «Not» была номинирована на 63-й ежегодной премии Грэмми в двух категориях, как лучшая рок-песня и лучшее рок-исполнение.

## История
Запись Two Hands началась через несколько дней после того, как группа завершила запись своего третьего студийного альбома U.F.O.F. в Bear Creek Studio, уединённой студии в Вудинвилле, штат Вашингтон. Two Hands был записан в основном на ранчо Sonic Ranch в Торнилло, штат Техас, в июле 2018 года. Его продюсировал Эндрю Сарло, который впоследствии продюсировал все альбомы Big Thief. По сравнению с пышной природой Bear Creek, ранчо Sonic Ranch находится в сухой, жаркой пустыне Чиуауа в Техасе. В пресс-релизе альбома говорится, что студия была выбрана специально из-за её «обширного пустынного местоположения», а песни отражают его влияние. Песни были записаны вживую, почти без овердабов, и все песни, кроме двух, содержат полностью живые вокальные дубли. Альбом был смикширован Сарло и барабанщиком Джеймсом Кривченей в Bunker Studios в Бруклине (Нью-Йорк), в октябре 2018 года; и в Sarlo Cabin и Sound City в Лос-Анджелесе в апреле 2019 года.
Группа решила отказаться от записи песни «Not» в Sonic Ranch, потому что «чувствовала, что ей нужна открытость». «Not» была перезаписана в Sound City Studios в апреле 2019 года. Она была записана вживую с первого дубля.
Песня «Replaced», написанная в соавторстве Адрианной Ленкер и Баком Миком, вошла в альбом в оригинальной демо-записи. Демо было записано в хижине в каньоне Топанга в феврале 2019 года.

## Музыка и тексты
В пресс-релизе альбома Адрианна Ленкер сказала: «В Two Hands есть песни, которыми я горжусь больше всего; я могу представить себя поющей их, когда состарюсь. С музыкальной и лирической точки зрения, вы не можете разбить её на части. Это уже голые кости».
По мнению The Guardian в альбоме Two Hands музыканты группы Big Thief взяли на вооружение «мощный и зернистый» гранж-фолк. Они также работают в инди-роке, давая «более чёткое [и] более рваное» звучание, чем у U.F.O.F.. Журнал Slant расценил музыку как шугейз, в который были вплетены фолк и рок 1960-х / 70-х годов.

## Отзывы
| Совокупная оценка    | Совокупная оценка |
| Источник             | Оценка            |
| -------------------- | ----------------- |
| AnyDecentMusic?      | 8.3/10            |
| Metacritic           | 85/100            |
| Оценки критиков      |                   |
| Источник             | Оценка            |
| AllMusic             | [ 12 ]            |
| Consequence of Sound | A−                |
| The Guardian         | [ 11 ]            |
| The Independent      | [ 17 ]            |
| Mojo                 | [ 18 ]            |
| The Observer         | [ 19 ]            |
| Pitchfork            | 9.0/10            |
| Q                    | [ 21 ]            |
| Rolling Stone        | [ 22 ]            |
| Uncut                | 8/10              |

Альбом получил положительные отзывы музыкальных критиков и интернет-изданий. На сайте Metacritic, который присваивает нормализованную оценку из 100 баллов рецензиям музыкальных критиков, альбом получил средний балл 85, что означает «всеобщее признание», на основании 22 рецензий.
Ройсин О’Коннор из The Independent оценила альбом в 5 звёзд, назвав его «лучшим на сегодняшний день и, несомненно, одним из лучших в этом году». Марси Донелсон из AllMusic написала: «Хотя трудно говорить о Two Hands в 2019 без контекста потрясающего U.F.O.F., качество альбома стоит особняком, предлагая свой собственный уровень интимности, звучания и ощущения переменных настроений». Дэвид Саклла из Consequence of Sound написал: «Завершая один из самых сильных годов рок-группы за последнее время, этот альбом является венцом достижения, идеальной записью для завершения бурного десятилетия и вступления в то, которое может оказаться необратимым».
В декабре 2019 года в ежегодном рейтинге критиков журнал Spin назвал Two Hands лучшим альбомом 2019 года.

## Награды и номинации
Песня с альбома «Not» была номинирована на 63-й ежегодной премии Грэмми в двух категориях, как лучшая рок-песня и лучшее рок-исполнение.
| Grammy Awards | Grammy Awards         | Grammy Awards         | Grammy Awards | Grammy Awards |
| Год           | Номинированная работа | Категория             | Результат     | Ссылка        |
| ------------- | --------------------- | --------------------- | ------------- | ------------- |
| 2021          | «Not»                 | Лучшая рок-песня      | Номинация     | [ 25 ]        |
| 2021          | «Not»                 | Лучшее рок-исполнение | Номинация     | [ 25 ]        |

## Список композиций
Слова и музыка всех песен — Адрианна Ленкер, кроме указанных.
| №                   | Название                     | Длительность |
| ------------------- | ---------------------------- | ------------ |
| 1.                  | «Rock and Sing»              | 2:03         |
| 2.                  | «Forgotten Eyes»             | 3:31         |
| 3.                  | «The Toy»                    | 4:16         |
| 4.                  | «Two Hands»                  | 3:52         |
| 5.                  | «Those Girls»                | 3:22         |
| 6.                  | «Shoulders»                  | 3:13         |
| 7.                  | «Not»                        | 6:07         |
| 8.                  | «Wolf»                       | 4:42         |
| 9.                  | «Replaced» (Ленкер, Бак Мик) | 4:54         |
| 10.                 | «Cut My Hair»                | 3:36         |
| Общая длительность: | Общая длительность:          | 39:36        |

## Участники записи
Источник:
- Адрианн Ленкер — гитара (все треки), вокал (все треки)
- Бак Мик — гитара (все треки), вокал (3-5, 9)
- Макс Олеарчик — бас (все треки), вокал (1), перкуссия (3)
- Джеймс Кривченя — барабаны (1-7, 9, 10), вокал (1, 7), перкуссия (4), молоточки (7), цимбалы (8)

## Чарты
| Чарт (2019)                       | Высшая позиция |
| --------------------------------- | -------------- |
| Австралия (ARIA)                  | 99             |
| Бельгия/Фландрия (Ultratop)       | 20             |
| Бельгия/Валлония (Ultratop)       | 119            |
| Нидерланды (Album Top 100)        | 59             |
| Ирландия (IRMA)                   | 78             |
| Шотландия (Scottish Albums Chart) | 8              |
| Великобритания (UK Albums Chart)  | 34             |
| США (Billboard 200)               | 113            |